# Azucena Bardají
Azucena Bardají Alonso (Barbastro, 1974) es una investigadora y epidemióloga española especializada en salud maternal e infantil del Centro de Investigación en Salud Internacional de Barcelona (CRESIB). Además, es profesora y coordinadora del Máster en Salud Global organizado por ISGlobal y la Universidad de Barcelona (UAB).

## Trayectoria
Bardají se licenció en Medicina en la Universidad de Zaragoza en 1998 y es Doctora en Medicina por la Universidad de Barcelona desde 2009. Comenzó su trabajo en el Grupo de Investigación de Medicina Tropical y Salud Internacional del Hospital Clínic de Barcelona, liderado por Pedro Alonso, actual director del Programa Mundial de Malaria de la Organización Mundial de la Salud.
En 2002, se incorporó, evaluando estrategias preventivas para el control de la malaria en el embarazo, al Centro de Investigaçâo em Saúde de Manhiça en Mozambique. Este centro surge en 1996 a partir de un programa de cooperación bilateral entre los gobiernos de Mozambique y España, con el apoyo del Hospital Clínico de la Universidad de Barcelona (a través de la Fundación Clínic per la Recerca Biomedica). En Mozambique ha investigado el efecto de los mosquiteros tratados con insecticida y el tratamiento preventivo intermitente en la prevención de los efectos nocivos de la malaria en las mujeres embarazadas y sus bebés.  
Bardají ha sido coordinadora técnica científica e investigadora en el proyecto Pregvax, proyecto de colaboración de cuatro años, financiado por la UE, destinado a estimar características epidemiológicas y clínicas de la malaria por Plasmodium vivax durante el embarazo en la salud materna y neonatal en cinco países endémicos de P. vivax (Brasil, Colombia, Guatemala, India y Papúa Nueva Guinea). El proyecto Pregvax también se orienta a determinar si existen respuestas inmunes específicas del embarazo y se ocupa de caracterizar, genotípica y fenotípicamente, parásitos de la placenta.
Este proyecto ha supuesto una contribución a la 'Estrategia Global de las Naciones Unidas para la Salud de Mujeres y Niños', iniciativa presentada en 2010 por el Secretario General de Naciones Unidas para estimular el progreso de los Objetivos de Desarrollo del Milenio (ODM) que tratan de la salud materno infantil (Objetivo 4: Reducir la mortalidad infantil y Objetivo 5: Mejorar la salud materna).
Desde 2012, colabora con las asociaciones Roll Back Malaria (RBM) y Malaria in Pregnancy (MiP) dentro del marco global de lucha contra la malaria. Ha estado involucrada en la investigación de la viabilidad y aceptabilidad de la introducción de la vacuna contra el Virus del Papiloma Humano (VPH) en países en desarrollo, a través de en un estudio piloto de un ensayo de fase III de la vacuna candidata contra estreptococos del grupo B en mujeres embarazadas de Mozambique.

## Reconocimientos
En 2014, Bardají recibió la beca Ramón y Cajal concedida por el Gobierno de España con la que comenzó la dirección de un proyecto en Mozambique, de desarrollo previsto entre 2015 y 2020, enfocado a lograr avances en el terreno de la inmunización materna contra enfermedades respiratorias y la reducción de la mortandad en países con pocos recursos. Su trabajo se ocupa de evaluar los efectos de la vacuna DTP contra la difteria, el tétanos y la tos ferina celular en embarazadas y qué protección puede conferir a la población infantil en un contexto de VIH y malaria endémica.
En 2016, fue galardonada con el Premio L'Oréal-UNESCO a Mujeres en Ciencia, impulsado por L'Oréal-UNESCO dentro de su programa de visiblización y reconocimiento de mujeres científicas.